# Parafia Opieki Matki Bożej w Czarnej Cerkiewnej

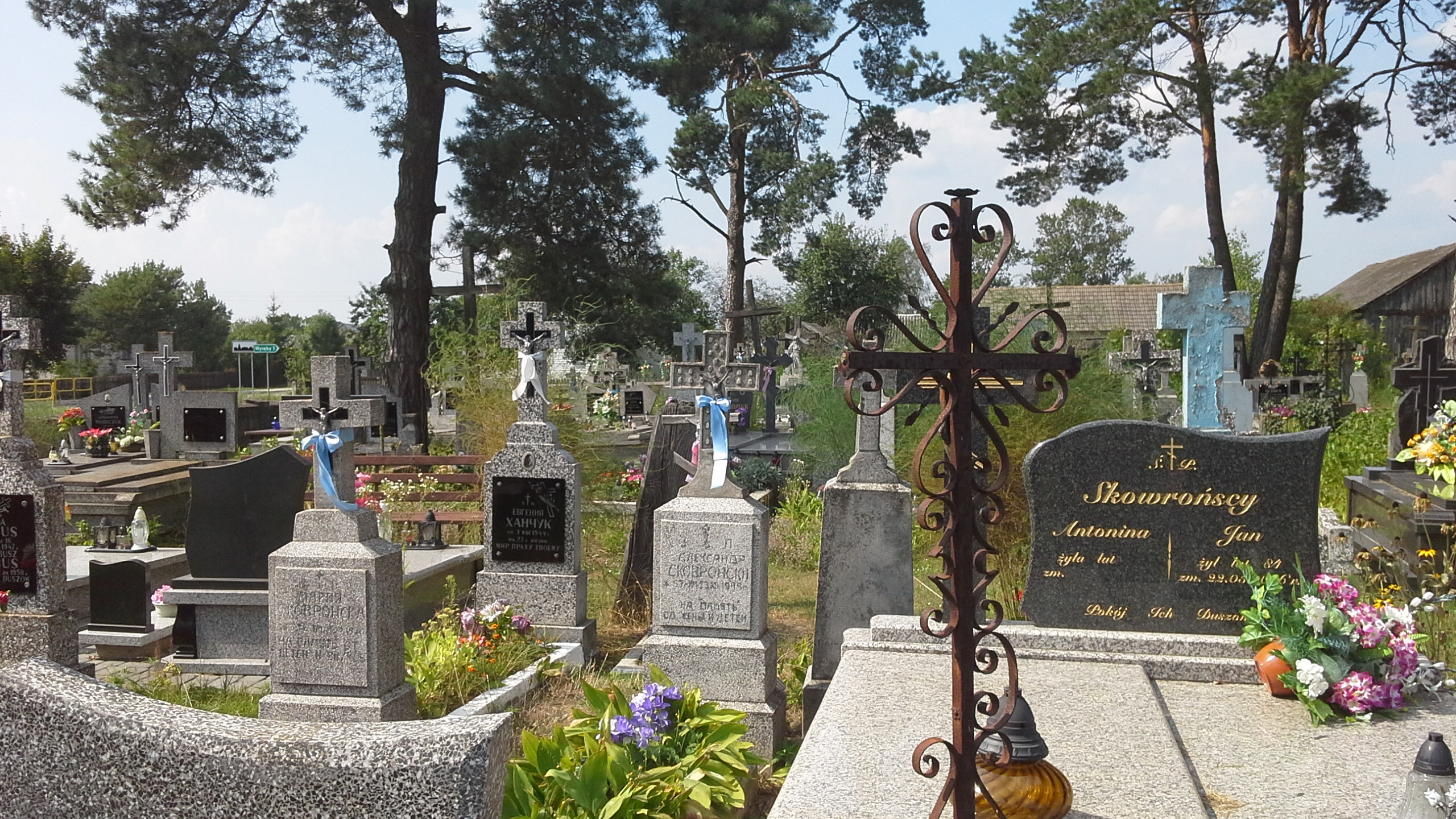
Cmentarz parafialny

Parafia Opieki Matki Bożej – parafia prawosławna w Czarnej Cerkiewnej, w dekanacie Siemiatycze diecezji warszawsko-bielskiej.
Na terenie parafii funkcjonuje 1 cerkiew:
- cerkiew Opieki Matki Bożej w Czarnej Cerkiewnej – parafialna

## Historia
Najstarsze informacje o Czarnej Cerkiewnej pochodzą z 1434. Jednak badania archeologiczne kurhanów zwanych po dzisiejszy dzień cerkwiskiem (znajdujących się około 1 km na północny wschód od wsi), przeprowadzone w drugiej połowie XIX w., świadczą o istnieniu osady, cerkwi, cmentarza i dzwonnicy prawdopodobnie już w XI w.
Pierwsze pisemne wzmianki o istnieniu parafii prawosławnej oraz cerkwi pochodzą z 1555. Dalsze informacje można znaleźć w spraawozdaniu z wizytacji parafii z 1626: „...cerkiew pod Tytułem Protekcji Najswiętrzey Panny Colationis... drewniana mała wpułwieczna... płotem ogrodzona pod dachem granicznym. Kopuła mała, okien w cerkwi cztery... Fundusz od swiętej pamięci JWIm Pani Barbary Chodkiewiczowny Mikołaiowej Kiszczanki Wojewodziny Podlaskiej pod datą w Roku 1574...”.
Kolejną cerkiew wzniesiono w 1733 z inicjatywy hrabiego Jana Ossolińskiego (nad głównym wejściem widniał łaciński napis: Ian steneln Ossolinski SD Fundator Anno 1733). W zapiskach z wizytacji z 1757 czytamy: „...cerkiew drewniana strukturą dobrą ale reperacyi potrzebuie choć nie stara gontem z iedney strony nowym podbita... Dzwonica wraz z cerkwi budowana, na ktorey Dzwony w kopułe wyzey cerkwi wyniesione wchodząc do tey Cerkwi...”. Parafia liczyła w owym czasie 611 wiernych zamieszkałych we wsiach: Czarna Cerkiewna, Czarna Średnia, Dobrohoszcze, Koryciny, Kozłowo, Mierzynówka, Siemiony, Spieszyn i Targowisk. Cerkiew była w złym stanie technicznym: „...w kleszcze wzięta w Dachu y suficie a naybardzey w scianach znacznie nadwątlona podłogę maiąca z Tarcic dobrą... Cmentarz dylami oparkaniony iuż się nie co Ruinuye Na których stoi Dzwonica na czterech słupach słomą pokryta.”. Świątynia została wyremontowana w 1802, co odnotowano w sprawozdaniu z wizytacji w 1804. Po likwidacji unii na Białostocczyźnie (1839), cerkiew przystosowano do potrzeb liturgii prawosławnej (m.in. w 1844 umieszczono ikonostas), natomiast w 1853 dokonano remontu świątyni, wzmacniając jednocześnie konstrukcję budowli. W 1869 dach cerkwi pokryto nowym gontem, a w 1875 wymieniono ikonostas. Mimo wykonania tych prac, świątynia nadal pilnie wymagała dalszych zabiegów konserwatorskich. W 1884 zbudowano wokół cerkwi kamienne ogrodzenie.
Pod koniec XIX w. biblioteka parafialna posiadała 57 tytułów książek, w tym napisaną cerkiewnosłowiańskim ustawem (odmianą cyrylicy, używaną do XIV w. na Rusi) Ewangelię i Obichod. Księgi metrykalne przechowywane były od 1712. W latach 1885–1888 zbudowano nową plebanię. Na terenie parafii działało 6 szkół cerkiewnych: w Czarnej Cerkiewnej, Czarnej Średniej, Korycinie, Kozłowie, Siemionach i Spieszynie. Z końcem XIX w. rozebrano drewnianą cerkiew, będącą już w bardzo złym stanie. Na jej miejscu wzniesiono w latach 1900–1901 okazałą murowaną świątynię, służącą parafii do dziś. Nową cerkiew konsekrowano 10 grudnia 1901.
Na początku XX w. parafia należała do dekanatu drohiczyńskiego w eparchii grodzieńsko-brzeskiej Rosyjskiego Kościoła Prawosławnego. Wierni, w liczbie około 1150, zamieszkiwali wsie: Czarną Cerkiewną, Czarną Średnią, Koryciny, Kozłowo, Małyszczyn, Mierzynówkę, Siemiony i Spieszyn. W 1913, wskutek trudnej sytuacji materialnej, niektórzy parafianie wyjechali w głąb Rosji oraz do USA.
W 1915, wskutek działań wojennych znaczna część ludności udała się na bieżeństwo; powroty miały miejsce w latach 1918–1920. W niepodległej Polsce parafia w Czarnej Cerkiewnej otrzymała statut etatowej, ale dołączono do niej dotychczasowe parafie w Andryjankach, Brańsku, Ciechanowcu, Grodzisku i Żurobicach (do powstałej w ten sposób parafii należało ponad 2600 wiernych). Parafia weszła w skład dekanatu bielskiego, a od 1924 dekanatu siemiatyckiego diecezji grodzieńskiej Polskiego Autokefalicznego Kościoła Prawosławnego. W 1951 parafia (wraz z całym dekanatem siemiatyckim) weszła w skład diecezji warszawsko-bielskiej. Parafie w Ciechanowcu i Grodzisku odzyskały samodzielność, natomiast wspólnoty w Andryjankach, Brańsku i Żurobicach weszły w skład innych parafii.
W latach 1990–1991 zbudowano nową plebanię. W 1995 wymieniono cerkiewne kopuły. W 1996 gruntownie odremontowano wnętrze cerkwi (wymieniono stolarkę, instalację elektryczną i tynki). W 2011 odnowiono elewację świątyni oraz wymieniono pokrycie dachu.
Parafia liczy ponad 300 osób zamieszkujących wsie: Czarna Cerkiewna, Czarna Średnia, Dołubowo, Dziadkowice, Koryciny, Kozłowo, Małyszczyn, Siemiony i Spieszyn.

## Wykaz proboszczów
- 1918–? – ks. Piotr Kuźmiuk
- 1960–1983 – ks. Eugeniusz Nielipiński
- od 1984 – ks. Mikołaj Owsieniuk